# 誕生 (チャットモンチーのアルバム)
『誕生』（たんじょう）は、チャットモンチーの7枚目のオリジナルアルバム。2018年6月27日にKi/oon Music（Sony Music Labels）から発売された。

## 概要
前作「共鳴」から3年1ヶ月ぶりとなるアルバム。初回限定盤は三方背ケース入りハードカバー・ブック仕様。
打ち込みである「チャットモンチー・メカ」スタイルで制作された7曲を収録。4曲目「クッキング・ララ」はDJみそしるとMCごはんが参加しており、また6曲目「砂鉄」は元メンバーの高橋久美子が作詞を手がけている。
チャットモンチーとして最後のアルバムとなっている

## 楽曲について
CHATMONCHY MECHA
　歌声は逆再生で録音している。
たったさっきから3000年までの話
　サビは歌詞がなくなっている。橋本は「“そうなればいいな”ってことを何もかも書いてしまうと野暮だから、いちばん言いたいところは全部♪ウォウウォウにして、言葉にはしないでおくことにしたんです。」
the key
　2016年の時点で完成されていた。
クッキング・ララ
　DJみそしるとMCごはんには、「"台所の妖精"という設定で」と歌詞をリクエストした。
裸足の街のスター
　今作で唯一の福岡作詞曲。
砂鉄
　高橋作詞の未発表曲を入れようと思ったが、メロディーがあまり思い出せなかったので新しく依頼したという曲。「やさしさ」を始めとした過去の曲のフレーズが散りばめられている。
びろうど
　橋本絵莉子の息子が参加している。

## 収録曲
| 全作曲: チャットモンチー（特記以外）。 |                                      |                                  |                              |      |
| #                                      | タイトル                             | 作詞                             | 作曲・編曲                   | 時間 |
| 1.                                     | 「CHATMONCHY MECHA」(作曲：福岡晃子) | チャットモンチー                 | チャットモンチー（特記以外） | 2:27 |
| 2.                                     | 「たったさっきから3000年までの話」   | 橋本絵莉子                       | チャットモンチー（特記以外） | 4:01 |
| 3.                                     | 「the key」                          | 橋本絵莉子                       | チャットモンチー（特記以外） | 4:41 |
| 4.                                     | 「クッキング・ララ」                 | 橋本絵莉子、DJみそしるとMCごはん | チャットモンチー（特記以外） | 4:13 |
| 5.                                     | 「裸足の街のスター」                 | 福岡晃子                         | チャットモンチー（特記以外） | 4:43 |
| 6.                                     | 「砂鉄」                             | 高橋久美子                       | チャットモンチー（特記以外） | 4:54 |
| 7.                                     | 「びろうど」                         | 橋本絵莉子                       | チャットモンチー（特記以外） | 5:26 |
| 合計時間:                              | 合計時間:                            | 合計時間:                        | 30:25                        |      |

## 演奏
- チャットモンチー：Voice (#1)
- 橋本絵莉子
  - Vocal (#2-7)
  - Keyboards (#2.5.6.7)
  - Electric Guitar (#3.4.5.6)
  - Baritone Guitar (#3)
  - Hand Clap (#4)
  - Acoustic Guitar (#5.7)
  - Vibraslap, Melodica (#5)
  - Electric Piano (#6)
- 福岡晃子
  - Programming & Sound Make
  - Snare Drum (#2)
  - Bass, Drums (#3.5)
  - Electric Piano, Sleigh Bells (#3)
  - Chorus (#3.5.6)
  - Synthesizer Bass, Hand Clap (#4)
  - Kalimba (#5)
  - Cymbals (#7)
- Kat Macdonald：Count (#3)
- DJみそしるとMCごはん：Rap, Chorus, Hand Clap (#4)
- チャットモンチーのスタッフ：Percussion (#5)
- 橋本絵莉子の息子 (当時4歳)：Vocal (#7)